# جيف غراهام (لاعب كرة قدم أمريكية)
جيف غراهام (بالإنجليزية: Jeff Graham)‏ هو لاعب كرة قدم أمريكية أمريكي، ولد في 5 فبراير 1966.

## وصلات خارجية
- جيف غراهام على موقع JustSportsStats.com (الإنجليزية)
- جيف غراهام على موقع كلية كرة القدم في سبورتس رفرنس.كوم (الإنجليزية)